# Sinajský poloostrov
Sinajský poloostrov (arabsky شبه جزيرة سيناء, Šibh Džazīrat Sīnā'; hebrejsky חצי האי סיני), zkráceně Sinaj (arabsky سيناء, Sīnā'; egyptskou arabštinou سينا, Sīnā; hebrejsky סיני, Sīnaj), je poloostrov trojúhelníkovitého tvaru mezi Středozemním mořem na severu a Rudým mořem na jihu. Geograficky se vlastně jedná o výběžek Asie směrem k Africe, i když geologicky se jedná o součást Africké desky. Politicky spadá Sinaj pod Egypt, s výjimkou let 1956/57 a období 1967–82, kdy byl okupován a osidlován sousedním Izraelem. Na západě poloostrov ohraničuje Suezská šíje (resp. Suezský průplav skrz ni vedoucí) a Suezský záliv, na východě Akabský záliv; další rozhraničení přes šíji mezi severním vrcholem Akabského zálivu a Středozemním mořem, tj. vymezení severovýchodního okraje Sinaje, je jen velmi hrubé a v podstatě se odvozuje od politických hranic – v moderní době (po roce 1906) tedy od státní hranice mezi Egyptem a sousedními útvary, nyní Izraelem.
Už od starověku hrál téměř liduprázdný Sinaj, zejména jeho střední a severní (přímořská) část, roli strategicky důležitého území, jímž procházely spojnice mezi velkými civilizacemi v povodí Nilu a v Mezopotámii (tzv. Úrodný půlměsíc). Právě tudy procházely obchodní karavany, poutníci, ale i nájezdníci a armády. V kulturních a náboženských dějinách judaismu a křesťanství má Sinaj významnou úlohu, protože podle Bible právě sem Izraelské kmeny „vyšly z egyptského otroctví“ (Exodus), tady Bůh předal zákony Desatera Mojžíšovi a ve zdejších pustinách poté Izraelité za trest po 40 let bloudili. Později, od 6. století, se také zde rozvíjela původem egyptská tradice křesťanského mnišství (cenobitství). V moderní době jsou sinajská přímořská letoviska oblíbeným cílem turistů, zejména potápěčů z celého světa a zdejší turistický průmysl tvoří cennou složku egyptských státních příjmů. Důležitým zdrojem jsou rovněž velké místní zásoby ropy a zemního plynu, vytěžované už od poloviny 20. století.

## Geografie
Na většině plochy poloostrova o rozloze 61 200 km² leží Sinajská poušť. V severovýchodní části v blízkosti pásma Gazy se nachází obdělávaná polopouštní krajina. Ve střední a jižní části je poloostrov zvrásněn Sinajským pohořím, jehož nejvyšším bodem a zároveň nejvyšším vrcholem Egypta je Hora svaté Kateřiny (Džebel Katrīn, 2637 m n. m.). Dalším významným vrcholem je Mojžíšova hora (Džebel Mūsā, 2285 m n. m.), mnohými považovaná za biblickou horu Sinaj.

### Města
- Aríš
- Dahab
- Nuweiba
- Rás Sudr
- Šarm aš-Šajch
- Taba
- El-Tor

## Dějiny
Poloostrov byl od nepaměti považován za těsně související s Egyptem, i přes to, že hlavní masa egyptského osídlení a kultury se soustřeďovala (a soustřeďuje) kolem Nilu a Sinaj sám byl jen řídce osídlen kočovnými beduíny.
V roce 1967 dobyl Sinajský poloostrov Izrael během Šestidenní války a zřídil zde osady, ale po podepsání egyptsko-izraelské mírové dohody (1979) jej v několika fázích vyklidil a do 26. dubna 1982 vrátil Egyptu, přičemž většinu osad a všechny vojenské základny předtím zlikvidoval.